# Źródło (genealogia)

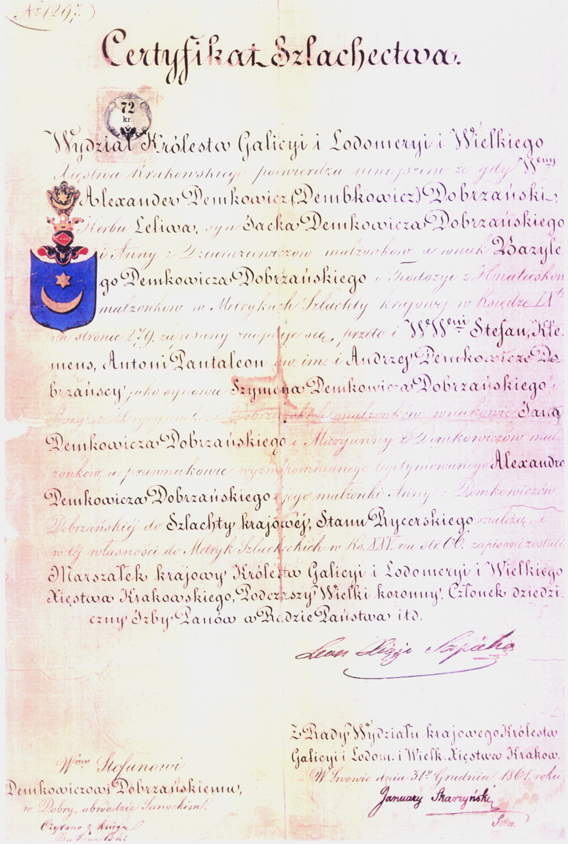
Certyfikat Szlachectwa, Galicja

Źródło w genealogii - dokument, przekazujący genealogiczną informację. Może być nim na przykład metryka chrztu, czy akt urodzenia.

## Wszyscy obywatele
Pierwszorzędną wartość dokumentacyjną w genealogii posiadają metryki, tzn. akty poświadczające stan cywilny (kościelny). Należą do nich:
- metryki chrztu, ślubu i zgonu prowadzone w księgach wyznaniowych
- akty urodzenia, ślubu i zgonu prowadzone w księgach świeckich

### Mieszczaństwo
Księgi miejskie i sądowe miast, dokumenty wytworzone w  kancelarii królewskiej, czyli Metryce Koronnej i w Archiwum Skarbu Koronnego gdzie zgromadzone są materiały podatkowe z okresu staropolskiego,   miejskie (dla rodzin mieszczańskich), także wiejskie (dla rodzin chłopskich) oraz:
- Księgi sądowe miejskie, 
  - Akta grodzie i ziemskie
  - Inwentarze dóbr miejskich,
  - Inwentarze majętności miejskich,
  - Papiery, kwity odnoszące się do miasta
- Księgi gromadzkie,
- Księgi ławnicze,
  - Wypisy z ksiąg ławniczych
- Księgi wójtowskie,
- Wypisy z Ksiąg wieczystych
- Księgi cechowe,
- Akta placówek oświatowych,

- Metryka Józefińska (1785-1788) wykazy metrykalne do celów katastralnych, spisy domów, parcel oraz właścicieli nieruchomości, w cesarstwie austriackim
- Metryka Franciszkańska (1819-1820), wykazy metrykalne do celów katastralnych,  w cesarstwie austriackim

### Szlachta
Akta sądowe grodzkie i ziemskie dla rodzin szlacheckich, w tym lustracje dóbr dzierżawnych, cesja praw, akta sporów granicznych, księgi i akta hipoteczne oraz rachunkowe.  Akta instytucji powołanych do badania szlachectwa :
- na terenie zaboru rosyjskiego akta Deputacji Szlacheckich.
- na terenie zaboru austriackiego akta Wydziału Krajowego w tym akta Sądów grodzkich, Sądów ziemskich, z których dowiadujemy się, który urząd i kiedy zatwierdził albo uznał dawne polskie szlachectwo oraz kiedy indygenat nadano. 
  - Księgi ziemskie Sądu szlacheckiego
  - Metryki szlachectwa
  - Certyfikaty szlachectwa
  - spisy pospolitego ruszenia
  - Herbarze
  - Dokumenty z lustracji dóbr będących w dzierżawach, (wykazy miejscowości, wykazy poddaństwa),
  - Poczty szlacheckie np. Poczet szlachty galicyjskiej i bukowinskiej,  Lwów 1857
  - Polska Encyklopedja Szlachecka 1935
  - Teki ze zbioru Czołowskiego i Schneidra

- Akta sądów ziemskich
- Akta sądów szlacheckich
- Akta deputatów